# Código descuento
El código descuento es un conjunto de letras o números o la combinación de ambos para fines de compra con el que se consiguen descuentos en el precio de un producto o servicio.
Utilizado como herramienta de marketing en el ámbito digital o en línea suele ser un incentivo para atraer compras. Su historia se remonta al siglo XIX como un nuevo método que surgió para atraer nuevos clientes a las empresas de forma diferente y atractiva. 
- En el año 1887 se regalaban tickets que podían canjearse por vasos de Coca-cola para de esta forma incentivar las ventas del refresco.
- Para vender los cereales Grape Nuts en 1909 se repartieron descuentos de 1 centavo como algo novedoso en EE. UU. Más tarde en los años 30 el uso de los descuentos se incrementaría debido a la gran depresión que generó efectos devastadores en la economía de gran parte del mundo.
- En 1940 los mercados locales y supermercados dan cada vez más códigos descuento para el uso de nuevos clientes.
- En 1990 el boom de Internet y del uso mayor de las nuevas tecnologías de la información provocan la proliferación de códigos descuento para hacer compras en diversas categorías por el medio en línea.
- En pleno siglo XXI la digitalización de las marcas y de las tiendas ha provocado la generalización de los códigos descuento de forma que pueden conseguirse de forma gratuita, rápida y cómoda con un simple clic en diversas plataformas en línea.